# Bulbophyllum cantagallense
Bulbophyllum cantagallense es una especie de orquídea epifita  originaria de  	 Brasil. 

## Distribución y hábitat
Se encuentra en Brasil

## Taxonomía
Bulbophyllum cantagallense fue descrita por (Barb.Rodr.) Cogn. y publicado en Flora Brasiliensis 3(5): 595. 1902.
Etimología
Bulbophyllum: nombre genérico que se refiere a la forma de las hojas que es bulbosa.
cantagallense: epíteto
Sinonimia
- Didactyle cantagallense Barb.Rodr.[4][5]